# Gafieira

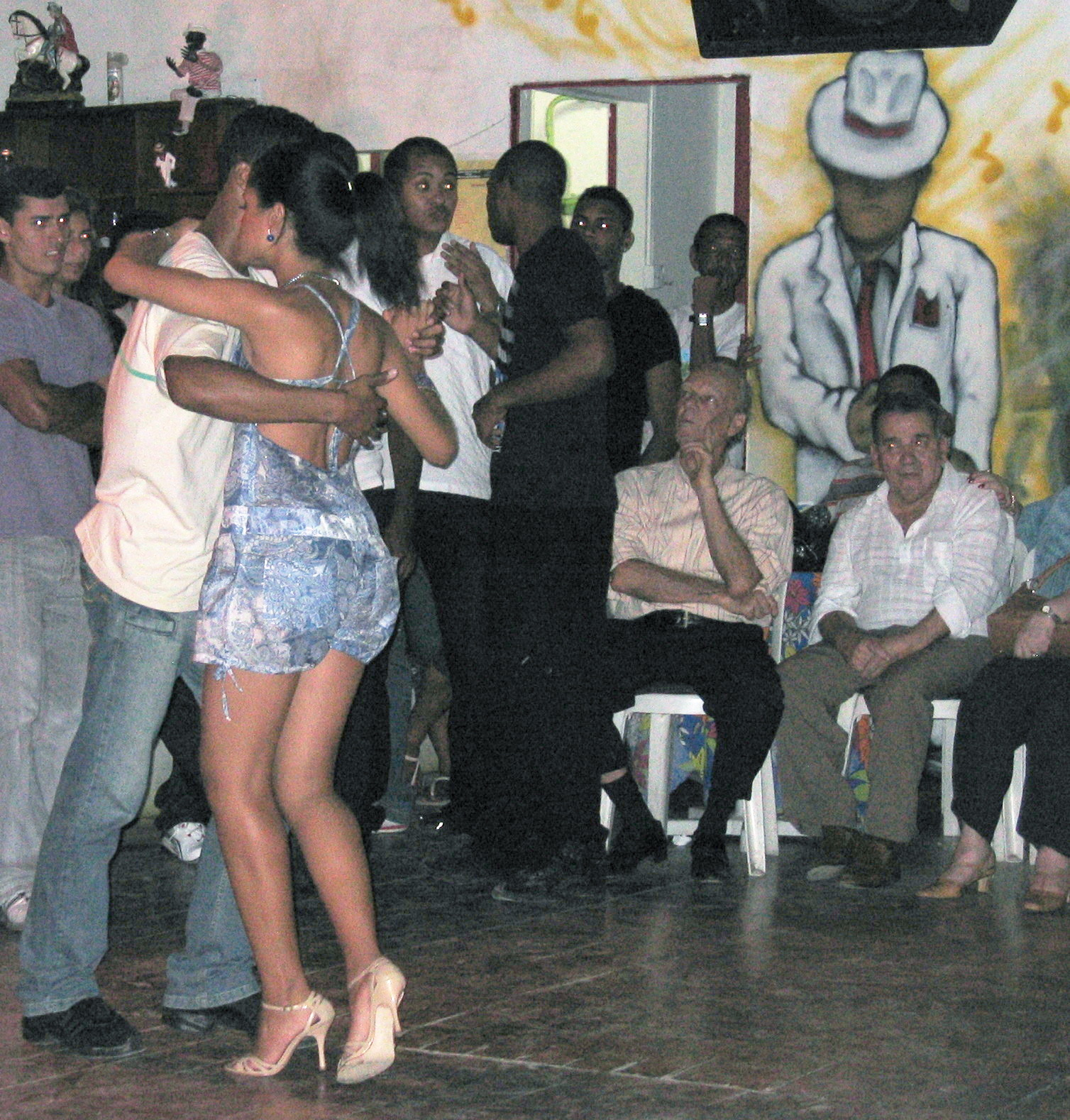
Casais sambando na Cachanga do Malandro, uma gafieira da Lapa.

Gafieira (do francês "gaffe": "fiasco") originalmente é um termo inicialmente depreciativo do jornalista brasileiro Romeu Arede que designa o salão de dança onde ocorre um baile dançante popular acompanhado por estilos músicais urbanos populares, predominantemente: chorinho, maxixe, polca, samba e, forró. O empresário carioca Júlio Simões terá sido o pai desse estilo de baile, ainda na década de 1900 no contexto do Brasil República (1889–atual). O termo foi rapidamente adotado pela sociedade carioca, sendo atualmente resignificado e de uso comum ligado ao estilo musical e dança de salão brasileira associada, o samba de gafieira (derivado do maxixe do contexto do Império do Brasil).

## Etimologia
O termo "gafieira" surgiu pela primeira vez nas páginas do Jornal do Brasil, cunhado pelo  jornalista e cronista carnavalesco brasileiro Romeu Arede, o Picareta, a partir do galicismo depreciativo do termo frânces "gaffe", que faz alusão ao "faux pax", referindo-se em portugues à "fiasco", "ato inoportuno", "gafe" dos frequentadores desse baile dançante popular (do latim "ballare"), que apresentavam um elevado número de falhas de etiqueta, ao tentar imitar os bailes de salão da classe média, teria levado o cronista a apelidar de gafieiras os espaços onde decorriam os bailes. Segundo o relato do cronista social carioca Jota Afegê, certa vez Picareta, chegando à porta do Elite Clube acompanhado de mais cinco ou seis pessoas, e sendo informado por Júlio Simões, então principal diretor da sociedade, de que apenas o jornalista e mais uma senhora ou amigo teriam entrada franca, este teria exclamado para os convivas - "Vamos embora! Isto aqui é uma gafieira!". No dia seguinte, Picareta teria escrito na sua coluna, acerca do Elite Clube: "Aquele é um lugar da ralé, onde se cometem gafes em fieiras", cunhando o neologismo. Júlio Simões devolveu a piada, renomeando o clube, uma das mais tradicionais gafieiras do Rio, de "Gafieira Elite Clube".

## História
Segundo Beaurepaire-Rohan, a gafieira seria uma evolução do forrobodó carioca, que designa como sarau chinfrim.
As gafieiras terão surgido no Rio de Janeiro no início do século XX, refletindo uma primeira tentativa de ascensão social das camadas mais baixas da sociedade carioca, imitando os bailes dos brancos. No início da década de 1960, Júlio Simões, pioneiro criador de gafieiras, então dirigindo o Clube Vitória, reivindicou a criação da primeira gafieira carioca de tipo moderno, a Sociedade Danças Clóvis Invencível, em 1906. Segundo Simões, este era "um tipo de sociedade de danças freqüentada pela classe média, sem preconceitos de cor, ou quaisquer outros". A Clóvis Invencível, no entanto, não seria especialmente freqüentada pela classe média, mas sobretudo pela massa de crioulos e mestiços, impedidos até então de se divertirem ao lado dos brancos pelo preconceito racial. A preocupação com a ascensão social revelava-se pela extrema rigidez com que os dirigentes das gafieiras faziam com que a ordem e a etiqueta fossem observadas, numa "tradição de respeitabilidade." Nas palavras de Júlio Simões, no Vitória, por exemplo, "ninguém pode abraçar a dama nem sentado na cadeira, freguês embriagado não entra, e o traje indispensável é paletó e gravata, ou, no mínimo, camisa fechada." As normas de conduta eram tão respeitadas nas gafieiras, que o compositor Billy Blanco criou uma música sobre elas, o "Estatuto da Gafieira": "Os beijos devem ser moderados, homem não pode entrar com camisa sem manga, e mulheres com shorts e saias curtos". No entanto, com os tempos modernos, algumas destas regras têm vindo a ser quebradas.
Por volta de 1930, as gafieiras tinham desenvolvido características muito peculiares, começando a despertar o interesse da classe média, curiosidade já expressa na obra de João Ferreira Gomes, "O Cabrocha", publicada em 1931.
Na década de 1940, as bandas das gafieiras tocavam música instrumental, baseada em arranjos de músicas populares e composições instrumentais, diferentes dos foxtrots da década de 1920, e do chorinho, popular na década de 1930. Muitas destas bandas começaram a se autodesignar como bandas de jazz, unicamente porque o nome lhes dava um toque de modernidade, já que em nada eram influenciadas pelo jazz, estando restritas aos ritmos populares brasileiros. Apesar do grande sucesso, esta música de dança instrumental desapareceu na década de 1970, voltando a surgir em meados dos anos 1980, sobretudo em São Paulo, com o revivalismo das gafieiras. K-chimbinho e Severino Araújo foram dois conhecidos maestros destas gafieiras.
Nos anos 1960, o espectáculo proporcionado pela maneira de dançar peculiar dos casais negros e mestiços, juntamente com a bebida de preço moderado, conquistou a camada jovem da classe média. Em meados da década, um público constituído sobretudo de jovens-família tomou de assalto a gafieira Estudantina. Inicialmente vieram os universitários e outros que, como eles, supunham serem aqueles lugares antros de conquista fácil. Seguiram-se os curiosos, e depois o público homossexual. As lésbicas eram chamadas de "paraíbas", e os homossexuais masculinos de "enxutinhos". Este novo público tomou conta da gafieira de tal modo que, num baile pré-carnavalesco com entradas pagas nas vésperas do Carnaval de 1965, quando a orquestra atacou, no salão só os músicos e os donos, Manuel Jesuíno e Lino, restavam da velha gafieira. Os antigos freqüentadores habituais, crioulos e mestiços, tinham desaparecido.
Ao longo de cinco décadas, até à sua decadência no final da década de 1970, as gafieiras representaram uma forma original de entretenimento pelas classes populares urbanas, com um importante papel na criação de novos estilos musicais e coreográficos.
Uma popular gafieira do Rio de Janeiro, localizada à Praça XV, local de frequência pouco recomendada, foi retratada na novela Kananga do Japão. Na novela a gafieira surgia como estabelecimento de qualidade, coisa que nunca foi.